# Gerald Flood
Gerald Robert Flood (21 de abril de 1927 - 12 de abril de 1989) era un actor británico de teatro y televisión.

## Primeros años
Flood nació en Portsmouth, Hampshire, pero vivió la mayor parte de su vida en Farnham, Surrey, donde hizo apariciones regulares en escena en el Castle Theatre.

## Carrera
Saltó a la fama en Reino Unido al protagonizar junto a Patrick Allen y Sam Kydd la serie policíaca ambientada en Marruecos titulada Crane, emitida de 1963 a 1965 en ITV, donde interpretaba al coronel Sharif Mahmoud. Flood también hizo un buen número de papeles en televisión y cine a lo largo de los años. Entre otros, en las series The Champions, Randall & Hopkirk (Deceased) y The Rat Catchers. Otros papeles destacables fueron en los populares seriales de ciencia ficción de la ABC Pathfinders in Space, Pathfinders to Mars y Pathfinders to Venus, como el periodista Conway Henderson, que eran secuelas de Target Luna. Otros trabajos incluyen City Beneath the Sea y su secuela Secret beneath the Sea.

### Doctor Who
Quizás el trabajo más conocido de Flood fue en la serie de ciencia ficción de la BBC Doctor Who, como la voz del robot acompañante Kamelion en dos seriales, The King's Demons y Planet of Fire, así como una breve aparición en la escena de regeneración entre los Doctores Peter Davison y Colin Baker. Originalmente, el personaje iba a aparecer mucho más frecuentemente en otros seriales, pero sus escenas se cortaron por razones de tiempo.

### Otros trabajos
Interpretó a Sir Richard Flashman en el popular serial de 1971 de la BBC Tom Brown's Schooldays, y también estuvo en Bachelor Father. Flood también apareció en Steptoe and Son y Comedy Playhouse.
En el cine apareció en Smokescreen (1964), Patton (1970) y Frightmare (1974).

## Muerte
Flood falleció por un ataque cardiaco a los 61 años en 1989.

## Familia
Toby Flood, el jugador de rugby internacional, es el nieto de Gerald.